# Голт (Міссурі)
Голт (англ. Holt) — місто (англ. city) в США, в округах Клей і Клінтон штату Міссурі. Населення — 471 особа (2020).

## Географія
Голт розташований за координатами 39°27′18″ пн. ш. 94°20′49″ зх. д. / 39.45500° пн. ш. 94.34694° зх. д. (39.455000, -94.346834).  За даними Бюро перепису населення США в 2010 році місто мало площу 1,16 км², уся площа — суходіл.

## Демографія
Згідно з переписом 2010 року, у місті мешкало 447 осіб у 176 домогосподарствах у складі 119 родин. Густота населення становила 385 осіб/км².  Було 193 помешкання (166/км²).
Расовий склад населення:
| - 92,4 % — білих - 1,6 % — корінних американців - 1,1 % — азіатів - 0,7 % — чорних або афроамериканців |

До двох чи більше рас належало 3,8 %. Частка іспаномовних становила 4,3 % від усіх жителів.
За віковим діапазоном населення розподілялося таким чином: 28,4 % — особи молодші 18 років, 59,1 % — особи у віці 18—64 років, 12,5 % — особи у віці 65 років та старші. Медіана віку мешканця становила 34,3 року. На 100 осіб жіночої статі у місті припадало 92,7 чоловіків;  на 100 жінок у віці від 18 років та старших — 90,5 чоловіків також старших 18 років.
Середній дохід на одне домашнє господарство  становив 51 007 доларів США (медіана — 41 528), а середній дохід на одну сім'ю — 58 165 доларів (медіана — 52 250). Медіана доходів становила 48 750 доларів для чоловіків та 34 000 доларів для жінок. За межею бідності перебувало 11,6 % осіб, у тому числі 23,2 % дітей у віці до 18 років та 2,6 % осіб у віці 65 років та старших.
Цивільне працевлаштоване населення становило 198 осіб. Основні галузі зайнятості: освіта, охорона здоров'я та соціальна допомога — 22,2 %, виробництво — 14,6 %, роздрібна торгівля — 9,6 %, будівництво — 8,1 %.